# オールバック

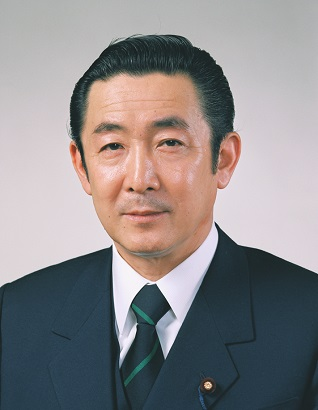
日本の元内閣総理大臣・橋本龍太郎。オールバックの独特の髪型はポマード頭と呼ばれ、彼のトレードマークであった。

オールバック（Slicked back）は髪型の種類の一つ。

## 概要
セットの方法は以下の四つに大別される。
- ムースを頭全体に馴染ませ、獣毛（豚毛など）のヘアブラシを用いドライヤーで仕上げた後に風などで形が崩れる事を防ぐためヘアスプレーで固め、頭部側面の髪が広がる場合にはジェルを用いて押さえる方法。
- 整髪料を一切用いずブラシとドライヤーで仕上げた後にヘアスプレーで固める方法。

双方とも頭皮に寝かし付けるスタイルだけではなく、ふわっとしたナチュラルな雰囲気に仕上げる事も可能である。
- グリース、ポマード、ヘアリキッドなど光沢性ある整髪料のいずれかを用いてブラシとドライヤーで仕上げる方法。
- ジェル、グリース、ポマードのいずれかを大量に頭全体へ行き渡らせ、手のひらで頭皮に押さえ付け整った時点でヘアスプレーで固める方法。

なお、どのセットにおいても予め洗髪を済ませバスタオルで乾かした状態からの方がセットし易く、綿棒並みの細いロッドでパーマを掛けると、ウエーブの強い髪に仕上がりドライヤーを用いずともブラシのみで容易にセット出来る。

## 歴史
日本では、1916年（大正5年）に流行が見られた。